# Patrick Swayze
Patrick Wayne Swayze  (Houston, Texas, 1952. augusztus 18. – Los Angeles, Kalifornia, 2009. szeptember 14.) amerikai színész, táncos, énekes és dalszövegíró. 
Olyan népszerű filmek sztárja, mint az 1987-ben bemutatott Dirty Dancing és az 1990-es Ghost, amelyekért Golden Globe-díjra jelölték, valamint az Észak és Dél című filmsorozat. A People magazin 1991-ben „a legszexibb élő férfinak” választotta.

## Gyermek- és ifjúkora
A texasi Houstonban született. Anyja Patricia Yvonne Helen Karnes koreográfus, tánctanár és táncos, apja Jesse Wayne Swayze műszaki rajzoló. Öccse, Don Swayze, szintén színész. Még három testvére született, Bambi, Vicki, aki 1994-ben hunyt el és Sean. Bár a „Swayze” név normann francia, a család jórészt ír eredetű. Távoli rokonai közt van John Cameron Swayze, William Holden, Tom Hulce, Evgenia Citkowitz, Julian Sands színész felesége. Egyik ősük volt Samuel Swayze bíró (1688/1689–1759).
20 éves koráig (1972) Patrick a houstoni Oak Forest negyedben élt. A St. Rose of Lima katolikus iskolába, az Oak Forest általános iskolába, a Black középiskolába és a Waltrip felsőiskolába járt. Tehetséget mutatott a jégkorcsolyázásban, a klasszikus balettben és iskolai darabokban szerepelt. A közeli San Jacinto főiskolán két évig gimnasztikát is tanult.
1972-ben New Yorkba költözött, hogy táncművészeti képzését a Harkness Ballet és a Joffrey balettiskolákban fejezze be.

## Pályafutása
Skatetown, U.S.A. című, 1979-ben bemutatott vígjátékban Ace szerepében tűnt fel először. A M*A*S*H Blood Brothers című epizódjában Sturgis közlegényt alakította. Ismertté akkor vált, amikor Francis Ford Coppola A kívülállók (The Outsiders) című 1983-as filmjében eljátszotta C. Thomas Howell és Rob Lowe bátyjának szerepét. Swayze, Howell és Howell barátja, Darren Dalton együtt játszottak az 1984-ben bemutatott Vörös hajnal (Red Dawn) című filmben is, Lowe-val pedig az 1986-os Friss vér (Youngblood) című Peter Markle-filmben kerültek újra össze, és ettől fogva Swayzet a Brat Pack néven emlegetett fiatal színészcsoport tagjaként tartottak számon. Első igazi sikerét az 1985-ös Észak és Dél (North and South) tévésorozatban aratta, amelynek cselekménye az amerikai polgárháború idején játszódik.
A nagy áttörést az 1987-es Dirty Dancing hozta Swayzenek, amelyben tánctanárt alakított és a Vörös hajnal után ismét együtt szerepelt Jennifer Greyjel. Ebben a filmben nagy hasznát vette korábbi balett-táncos tanulmányainak. A Dirty Dancing alacsony költségvetésű produkció volt, amelyet csak egy hétvégén akartak vetíteni a mozikban és aztán azonnal videóváltozat készült volna, de meglepetésre óriási sikert aratott az Amerikai Egyesült Államokban és külföldön is. Ez volt az első film, amelynek videója elérte az egymilliós példányszámot. Mintegy 300 millió dolláros bevételt hozott és rengeteg verziója készült el, köztük tévésorozatok és egy számítógépes játék. Swayzet Golden Globe-díjra jelölték a szerepért és a filmen elénekelte "She's Like the Wind" című saját dalát, amelyet Stacy Widelitzcel eredetileg a Grandview, U.S.A. című film számára írtak. A dal az első 10 közé került a slágerlistán és később mások is előadták, például David Hasselhoff, 2006-ban pedig Lumidee elkészítette hiphop verzióját, ami a német slágerlista élére került.
A Dirty Dancing sikere híressé tette Swayzet, de megvolt az a hátulütője, hogy beskatulyázták a beefcake kategóriába, azon színészek közé, akik a testükkel érhetnek el sikert. Több pénzügyileg sikertelen filmben jelent meg, amelyek közt leginkább az Országúti diszkó (1989) említésre méltó. De nem maradt ebben a kategóriában. Legnagyobb sikerét 1990-ben aratta, amikor bemutatták a Ghost című Jerry Zucker-alkotást, egy romantikus fantasy filmet, amelyben Demi Moore-ral és Whoopi Goldberggel szerepelt együtt, a párjához visszajáró meggyilkolt kedvest alakítva. A népszerű filmnek még az amerikai angol szlengre is hatása volt: bemutatása után ha valaki azt mondta „Swayze vagyok”, az azt jelentette: „kísértet vagyok”, azaz „elmegyek”.
Swayze 1996-ban súlyosan megsérült az Üzenetek a gyilkostól (Letters from a Killer) című film forgatása közben, miután leesett a lóról, rá egy fára. Mindkét lába eltört és a válla is megsérült. A filmezést két hónapra felfüggesztettek, de a filmet végül 1999-ben bemutatták. Swayze felépült, de a sérülés nehézségeket okozott a karrierjében, 2000-ig, amikor Billy Bob Thornton és Charlize Theron mellett főszerepet játszott a Négyen résen (Waking Up in Reno) című vígjátékban, illetve Melanie Griffith oldalán a Mindörökké Lulu (Forever Lulu) című filmben.
2001-ben álszent tévéprédikátort alakított a Donnie Darko című filmben, 2004-ben pedig Allan Quatermain szerepét játszotta a Salamon király kincse (King Solomon's Mines) című filmben. Szintén 2004-ben cameo-szerepe volt egy név nélkül szereplő tánctanárként a Dirty Dancing előzményeként is emlegetett Dirty Dancing: Havana Nights című filmben.

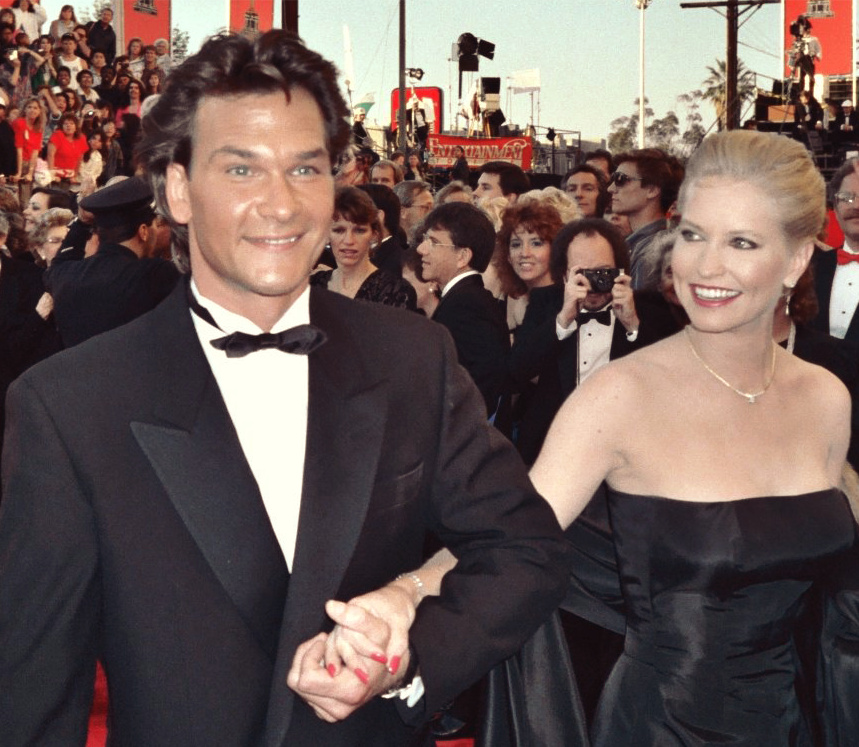
Swayze és felesége, Lisa Niemi az 1989-es Oscar-átadási ünnepségre érkeznek

2006. július 27-én először lépett fel londoni színpadon, Nathan Detroit szerepében a Macsók és macák (Guys and Dolls) című Joseph L. Mankiewicz-musicalben, Neil Jerzak oldalán. Korábban a Broadway színpadain is játszott, többek közt a Goodtime Charley című produkcióban (1975) és a Chicago musicalben (2003).
Utolsó filmes sztárszerepét a Karácsonyi csoda című vígjátékban játszotta (2007). 2007 augusztusában idősödő rocksztárt alakított a Powder Blue című 2009-ben bemutatandó filmben, először játszva egy filmben Don öccsével. 2009 januárjában mutatták be a The Beast című FBI-sorozat 2008 nyarán Chicagóban forgatott pilot epizódját, amelyben Swayze Charles Barker FBI-ügynököt alakította.
Alkoholizmusáról halála után fél évvel nyilatkozott felesége. Elmondása szerint Swayze részegen egész más emberré vált, és sem ember, sem állat nem volt biztonságban a közelében. Az italról akkor szokott le, amikor felesége átmenetileg elhagyta őt.
2008 januárjában támadta meg a hasnyálmirigyrák. Csaknem két évig küzdött a kórral, de 2009. szeptember 14-én elhunyt.

## Filmográfia

### Film
| Év   | Magyar cím                             | Eredeti cím                                      | Szerep                  | Magyar hang            |
| ---- | -------------------------------------- | ------------------------------------------------ | ----------------------- | ---------------------- |
| 1979 |                                        | Skatetown, U.S.A                                 | Ace Johnson             |                        |
| 1983 | A kívülállók                           | The Outsiders                                    | Darrel Curtis           | Barát Attila           |
| 1983 | Különleges küldetés                    | Uncommon Valor                                   | Kevin Scott             |                        |
| 1984 | Az élet Grandview-ban                  | Grandview, U.S.A.                                | Ernie "Slam" Webster    |                        |
| 1984 | Vörös hajnal                           | Red Dawn                                         | Jed Eckert              | Bor Zoltán             |
| 1984 | Vörös hajnal                           | Red Dawn                                         | Jed Eckert              | Dányi Krisztián        |
| 1986 | Friss vér                              | Youngblood                                       | Derek Sutton            | Hanyecz Róbert         |
| 1987 | Dirty Dancing – Piszkos tánc           | Dirty Dancing                                    | Johnny Castle           | Kautzky Armand         |
| 1987 | Puszta acél                            | Steel Dawn                                       | Nomad                   | Sörös Sándor           |
| 1987 | Puszta acél                            | Steel Dawn                                       | Nomad                   | Sinkovits-Vitay András |
| 1988 | A tigris visszatér (Tigris hazatér)    | Tiger Warsaw                                     | Chuck "Tigris" Warsaw   | Gáspár Sándor          |
| 1989 | Országúti diszkó                       | Road House                                       | James Dalton            | Gáspár Sándor          |
| 1989 | Országúti diszkó                       | Road House                                       | James Dalton            | Selmeczi Roland        |
| 1989 | Országúti diszkó                       | Road House                                       | James Dalton            | Haás Vander Péter      |
| 1989 | A vér szava                            | Next of Kin                                      | Truman Gates            | Gáspár Sándor          |
| 1989 | A vér szava                            | Next of Kin                                      | Truman Gates            | Sörös Sándor           |
| 1990 | Ghost                                  | Ghost                                            | Sam Wheat               | Vass Gábor             |
| 1991 | Holtpont                               | Point Break                                      | Bodhi                   | Mihályi Győző          |
| 1992 | A játékos                              | The Player                                       | önmaga (cameo)          |                        |
| 1992 | Örömváros                              | City of Joy                                      | Max Lowe                | Csankó Zoltán          |
| 1993 | Fater élve vagy halva                  | Father Hood                                      | Jack Charles            | Forgács Péter          |
| 1995 | Mesebeli vadnyugat                     | Tall Tale                                        | Pecos Bill              | Vass Gábor             |
| 1995 | Wong Foo, kösz mindent! – Julie Newmar | To Wong Foo, Thanks for Everything! Julie Newmar | Vida Boheme             | Szakácsi Sándor        |
| 1995 | Három kívánság                         | Three Wishes                                     | Jack McCloud            | Szabó Sipos Barnabás   |
| 1998 | Fekete kutya                           | Black Dog                                        | Jack Crews              | Haás Vander Péter      |
| 1998 | Üzenetek a gyilkostól                  | Letters from a Killer                            | Race Darnell            |                        |
| 2000 | Mindörökké Lulu                        | Forever Lulu                                     | Ben Clitfon             | Csernák János          |
| 2001 | Zöld sárkány                           | Green Dragon                                     | Jim Lance tüzér hadnagy | Szabó Sipos Barnabás   |
| 2001 | Donnie Darko                           | Donnie Darko                                     | Jim Cunningham          | Csankó Zoltán          |
| 2002 | Négyen résen                           | Waking Up in Reno                                | Roy Kirkendall          | Selmeczi Roland        |
| 2003 | Az utolsó piszkos tánc                 | One Last Dance                                   | Travis MacPhearson      | Forgács Péter          |
| 2003 | 11:14                                  | 11:14                                            | Frank                   | Wohlmuth István        |
| 2004 | Dirty Dancing 2.                       | Dirty Dancing: Havana Nights                     | tánctanár               | Mihályi Győző          |
| 2004 | Dirty Dancing 2.                       | Dirty Dancing: Havana Nights                     | tánctanár               | Selmeczi Roland        |
| 2004 | Szent György és a sárkány              | George and the Dragon                            | Garth                   | Selmeczi Roland        |
| 2005 | Az eltakarítónő                        | Keeping Mum                                      | Lance                   | Vass Gábor             |
| 2006 | A róka és a kutya 2.                   | The Fox and the Hound 2                          | Cash (hangja)           | Gergely Róbert         |
| 2007 | Karácsonyi csoda                       | Christmas in Wonderland                          | Wayne Saunders          | Szabó Sipos Barnabás   |
| 2007 |                                        | Jump!                                            | Richard Pressburger     |                        |
| 2009 | A kék szoba                            | Powder Blue                                      | Larry                   | Forgács Péter          |

### Televízió
| Év        | Magyar cím                    | Eredeti cím          | Szerep                  | Megjegyzések                                                                    |
| --------- | ----------------------------- | -------------------- | ----------------------- | ------------------------------------------------------------------------------- |
| 1980      |                               | The Comeback Kid     | Chuck                   | tévéfilm                                                                        |
| 1981      | M*A*S*H                       | M*A*S*H              | Gary Sturgis közlegény  | 1 epizód                                                                        |
| 1981      |                               | Return of the Rebels | K.C. Barnes             | tévéfilm                                                                        |
| 1983      |                               | The Renegades        | bandita                 | állandó szereplő (6 epizód)                                                     |
| 1984      |                               | Pigs vs. Freaks      | Doug Zimmer             | tévéfilm                                                                        |
| 1985–1986 | Észak és Dél (1. és 2. könyv) | North and South      | Orry Main               | minisorozat (12 epizód)                                                         |
| 1986      |                               | Amazing Stories      | Eric David Peterson     | 1 epizód                                                                        |
| 1990      | Saturday Night Live           | Saturday Night Live  | önmaga (házigazda)      | 1 epizód                                                                        |
| 2004      | Salamon király kincse         | King Solomon’s Mines | Allan Quatermain        | - minisorozat (2 epizód) - magyar hangja: - Kőszegi Ákos - Szabó Sipos Barnabás |
| 2004      |                               | Whoopi               | Tony                    | 1 epizód                                                                        |
| 2005      | Ikon                          | Icon                 | Jason Monk              | - tévéfilm - magyar hangja: - Csankó Zoltán                                     |
| 2009      | Fenevad                       | The Beast            | Charles Barker / Apache | állandó szereplő (13 epizód)                                                    |

## Fordítás
- Ez a szócikk részben vagy egészben  a   Patrick Swayze című angol Wikipédia-szócikk fordításán alapul.  Az eredeti cikk szerkesztőit annak laptörténete sorolja fel. Ez a jelzés csupán a megfogalmazás eredetét és a szerzői jogokat jelzi, nem szolgál a cikkben szereplő információk forrásmegjelöléseként.